# Гаврилин, Кирилл Николаевич
Кирилл Николаевич Гаврилин (род. 3 августа 1965 года, Москва, РСФСР, СССР) — российский искусствовед, член-корреспондент РАХ (2021). Автор статьи Этрусски Большой российской энциклопедии.

## Биография
Родился 3 августа 1965 года в Москве, где живёт и работает.
В 1994 году — окончил отделение истории и теории искусства исторического факультета МГУ, и в 1998 году — аспирантуру там же.
С 1994 по 1998 годы — старший научный сотрудник отдела Классического искусства Запада в Государственном институте искусствознания; член научного комитета Центра по изучению русской культуры (CSAR) университета Ка-Фоскари, Венеция.
В 2000 году — защитил кандидатскую диссертацию, тема: «Монументальная коропластика Южной Этрурии и Лация: Скульптурные школы VI-нач. V вв. до н. э.».
В 2004 году — присвоено учёное звание доцента.
С 2013 года — член Творческого союза художников России.
С 2007 года — заведующий кафедрой Истории искусства и гуманитарных наук, с 2008 года — профессор, с 2021 года — советник ректората Московской государственной художественно-промышленной академии имени С. Г. Строганова.
В 2021 году — избран членом-корреспондентом Российской академии художеств от Отделения искусствознания и художественной критики.

## Научная и творческая деятельность
Постоянный участник международных научных конференций, проводившихся как в России, так и за рубежом.
Куратор около 40 крупных российских, межрегиональных и международных выставок, проводившихся в рамках 4-й, 5-й, 6-й, Московской биеннале современного искусства, Московской биеннале молодого искусства.
Основные научные труды

Монографии
- «Шаманизм, индуизм, теософия и художественное творчество В. А. Ватагина» («Дух символизма. Русское и западноевропейское искусство в контексте эпохи конца XIX — начала XX века: коллективная монография». М.: Прогресс-Традиция, 2012. С. 641—663);
- «Искусство раннего Рима и южной Этрурии эпохи расцвета (VI—V вв. до н. э.) по материалам коропластики» (М.: Прогресс-Традиция, 2015);
- коллективная монография «Мастера Строгановской школы: в двух томах» (Том 1. Раздел «Строгановская школа искусствознания». М., 2015);
- коллективная монография «Максим Горький и художественная культура символизма. К 100-летию „Сказок об Италии“» (М.: Издательский центр «Азбуковник», 2017);
- «Конструктивный мир. Мечты о пространстве. Александр Родченко и его круг» (в соавторстве с Лаврентьевым А. Н., Лаврентьевой Е. А.; М., 2019).

Научные и критические статьи
- «Чудесный зверописец» («Ватагин В. А. Образ животного в искусстве». — М.: Сварог и К, 2004. — С. 5-16);
- «К. И. Горбатов: Каприйский период творчества» («Художественная культура русского зарубежья 1917—1939 гг.»: сб. ст. под ред. Г. Вздорнова. — М., Индрик, 2008. С. 160—169);
- Il Tempio di Veio: Il Problema della Ricostruzione dell`acroteria Scultorea (Tarihten bir kesit: Etruskler: sempozyum bildirileri, 2-4 Haziran 2007, Bodrum. — Ankara: Turk Tarih Kurumu, 2008, P. 199—210. Fig 1-10);
- «Строгановское училище в истории отечественного искусствознания, 1869—1917 гг.» (Непрерывное профессиональное образование в области дизайна и технологии: сб. тез. доклад. IX Межд. научн.-метод. конф., 18-20 март. 2010 г. — М., ИИЦ МГУДТ, 2010. — С. 127—130);
- I `Santuari` della teosofia russa (dal Mar Nero all`isola di Capri) (K. Gavrilin; a cura di L. Tonini // Un impero verso oriente: Tendenze orientaliste e arte russa fra Otto e Novecento. — Napoli: Universita `L`Orientale`, 2013. — P. 135—154);
- «Константин Худяков: каталог, приуроченный к выставке „Цифровое зазеркалье“» (в соавторстве с Кошелевым Г. К.; М.: МГХПА им. С. Г. Строганова, 2016. С. 34-36);
- «Неаполь — Милан. Два полюса итальянской скульптуры» (в соавторстве с Т. И. Седовой; Декоративное искусство и предметно-пространственная среда: Вестник МГХПУ. — 2019. № 3. — М., 2019. С. 228—240);
- Отечественный пикториализм (1891—1937 гг.): «Творческий метод и художественные особенности» (в соавторстве с А. А. Логиновым; Декоративное искусство и предметно-пространственная среда: Вестник МГХПУ. — 2019. № 4. — М., 2019. С. 348—359);
- «Живописное наследие Син Саимдан: исторический контекст, основные жанры, вопросы творческой эволюции» (в соавторстве с Востриковой Е. А.;
- Декоративное искусство и предметно-пространственная среда. Вестник МГХПА. 2020. № 3-1);
- La «Sorrentinskaja Pravda» un dialogo fra contemporanei (Maksim Gor’kij: ideologie russe e realta italiana. Atti del convegno per il 150 anniversario della nascita di Maksim Gor’kij — Italia, UniversItalia, 2020. P. 219—254).

## Награды
- Почётный работник высшего профессионального образования Российской Федерации (2010)
- Почетная грамота Словацкого института культуры при Посольстве Словакии в г. Москве (2013)

Награды РАХ
- Благодарность РАХ за успешную организацию и проведение Шестой передвижной Всероссийской выставки «Живописная Россия. Школа будущего» (2022)